# Plumeria mariaelenae
Plumeria mariaelenae là một loài thực vật có hoa trong họ La bố ma. Loài này được J.F.Gut. & J.Linares mô tả khoa học đầu tiên năm 2006.